# Hlas ľudu
Hlas ľudu Szlovákiában, az egykori Nyugat-Szlovákiai kerületben, az 1954 és 2000 közötti években szlovák nyelven megjelenő regionális lap.

## Története
Az egykori Nyugat-Szlovákiai kerületben 30 000 példányszámban megjelenő hetilapot 1954. március 3-án alapították Pozsonyban. 1965. január 1-től napilapként jelent meg, példányszáma meghaladta a 40 000-et. 1967-től kétoldalas szombati melléklettel bővítették, ezt 1968-tól a napilap csütörtöki lapszámában megjelenő hétvégi melléklet váltotta fel. 2000-ben szűnt meg.